# Casa Lis

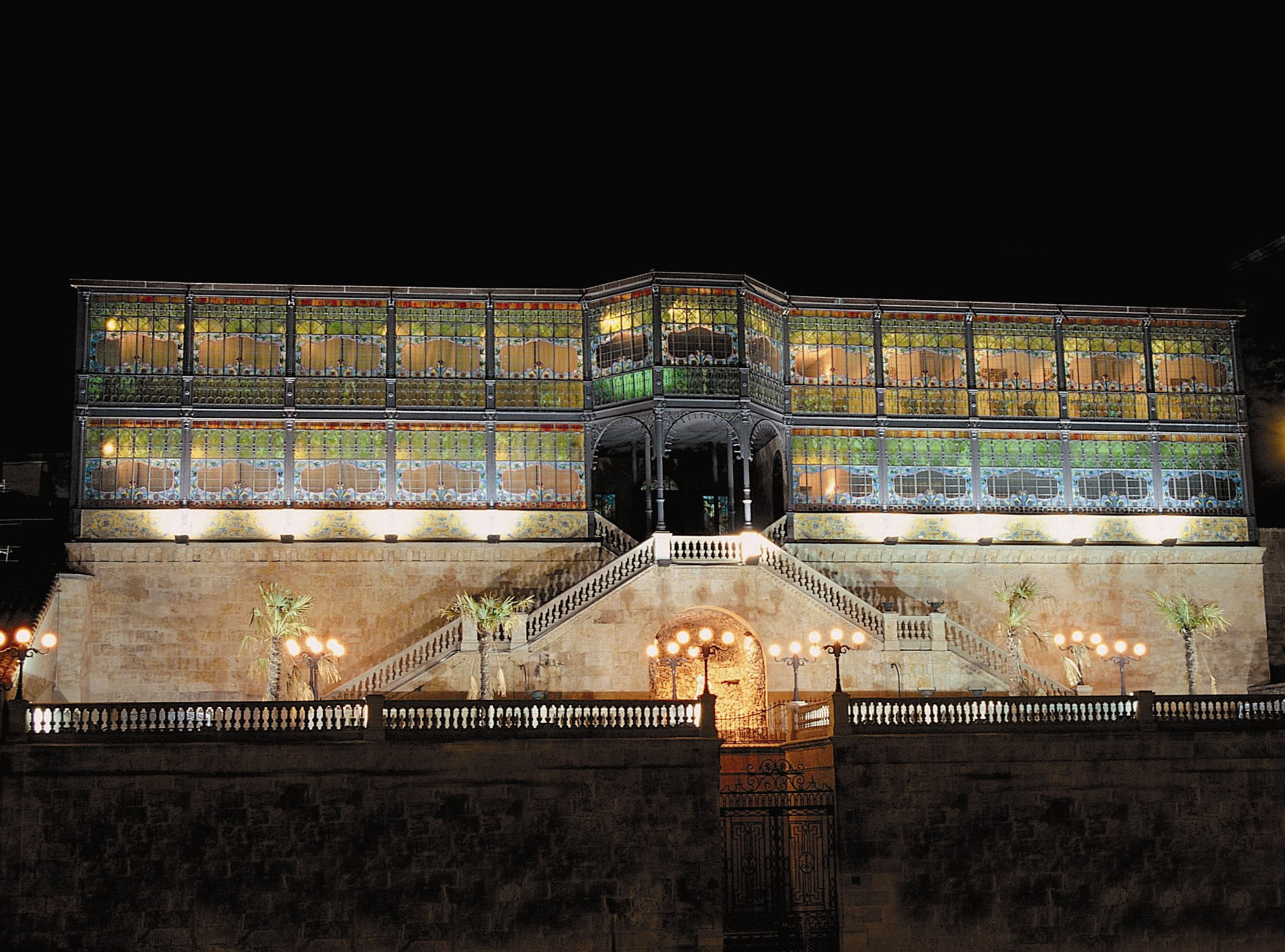
Vista nocturna de la fachada sur.

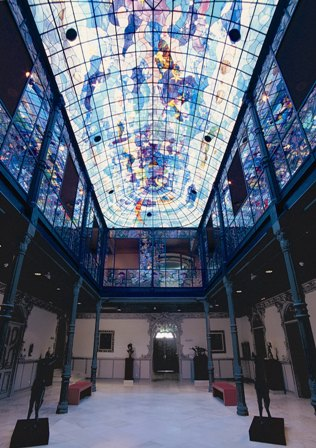
Patio interior del edificio.

La casa Lis es un palacete modernista de Salamanca construido sobre el antiguo lienzo de la muralla de la ciudad, en donde funciona el Museo de Art Nouveau y Art Déco.

## Contexto histórico
En las Exposiciones Universales celebradas en torno al año 1900 se configuró una nueva forma de entender el arte y la vida, al movimiento se le denominó «arte nuevo» con sus distintas denominaciones nacionales. Así en España se denominó como Modernismo, en Francia Art Nouveau, en Austria Sezessión Vienesa (Secesión de Viena), en Italia Liberty o en Alemania Jugendstil.
Miguel de Lis, industrial del curtido en Salamanca, viajaba con frecuencia por Europa y tuvo ocasión de conocer estos cambios artísticos. A su vez, Joaquín de Vargas, arquitecto jerezano afincado en Salamanca, conocía el trabajo de los arquitectos modernistas belgas.
Del interés de don Miguel y de la disposición de Joaquín de Vargas, arquitecto que a su vez diseñó el Mercado de Abastos, comienza a construirse, a finales del siglo XIX, la casa Lis desde la parte sur hasta el remate final, en 1905, de la fachada norte.

## El edificio
La fachada norte, el acceso por la calle Gibraltar, es la única muestra de modernismo en la ciudad de Salamanca. El conjunto, formado por fachada de dos cuerpos, patio y verja, es de gran sencillez. La primera planta y las verjas están decoradas según las influencias del Art Nouveau belga mientras que la puerta de madera, en un arco bajo, posee motivos florales y acuáticos y resaltados en relieve.
La fachada sur, que da al río y recibe luz la mayor parte del día, es una espectacular combinación de clasicismo y modernidad. Por encima del muro de piedra se sitúan dos galerías de hierro y cristal, en el centro una escalera que se bifurca hacia una gran terraza abierta. 
El uso del hierro, material constructivo de la época, tanto en la fachada sur como en el patio central, con matices expresivos aporta un diseño innovador que supera a la función estructural. Ejemplificado en los calados de las enjutas de los arcos del pórtico, en los herrajes de los miradores o en las finas columnas de fundición del taller de Moneo.
El patio central consta de galerías adinteladas apoyadas en columnas de fundición. En el piso inferior destaca la decoración modernista de los estucos de puertas y frisos corridos. En el piso superior de la galería destaca la decoración de los herrajes y la representación de la flor de lis, en honor al apellido de su promotor.
Si bien la concepción inicial del patio, usado el edificio como vivienda familiar, era un patio abierto, en la actualidad este permanece cerrado con una vidriera emplomada realizada por el artista catalán Juan Villaplana según diseño de Manuel Ramos Andrade. En la vidriera prima la utilización de una amplia gama de colores con los que representar el cielo, las nubes, la luna o las estrellas.
La casa Lis, hoy, posee otras vidrieras en ventanas, en las galerías de la fachada sur, o en el lucernario de la escalera central que dan al edificio una riqueza cromática aún más atrayente y auténtica para su época. En definitiva, las vidrieras son hoy un conjunto más de piezas de arte en el Museo de Art Nouveau y Art Déco.
Para llegar a Museo, la casa Lis ha tenido muy diversos moradores, ha pasado por diferentes inquilinos y dueños hasta que una vez abandonada y arruinada pudo ser expropiada por los primeros ayuntamientos democráticos destinándola para Casa de Cultura y haciendo las inversiones oportunas para recuperarla y dotarla del esplendor actual. Posteriormente, con la cesión por parte de Manuel Ramos Andrade de su colección de art déco y Art Noveau a la ciudad, se creó en este edificio el museo dedicado a estos estilos artísticos.